# Semiothisa pluviata
Semiothisa pluviata là một loài bướm đêm trong họ Geometridae.